# 구이저우성
구이저우성(중국어 간체자: 贵州省, 정체자: 貴州省, 병음: Gùizhōu Shěng) 또는 귀주성은 중화인민공화국 서남부에 있는 성이다.

## 역사
구이저우는 고대의 야랑국의 땅이다. 오해와 달리 전국 시대 초나라와 진나라의 검중군은 대부분 후난성에 속하며 한나라에서 무릉군이 되는 지역이고, 초나라와 진나라는 구이저우를 정복한 적이 없다. 한 무제 때 서남이로 불린 이 지역이 최초로 한족에게 정복되어 장가군이 설치되었다. 먀오족 등 소수민족이 많아, 중국 왕조의 지배하에 들어가도 토착 호족을 통해서 간접 지배하여 실질적으로 원나라 이전까지는 반독립적인 지역이었다. 당나라는 검중도로 승격하였으며, 명나라 때는 귀주포정사사가 설치되었고, 청나라에 이르러 귀주성이 성립되었다. 성내 제2의 도시인 쭌이 시는 중국공산당 장정의 여정에서 마오쩌둥이 주도권을 잡은 쭌이 회의가 열렸던 오래된 땅이다.

## 지리
중국의 서남부에 위치하며, 북쪽으로 쓰촨성과 충칭시, 동쪽으로 후난성, 남쪽으로 광시 좡족 자치구, 서쪽으로 윈난성과 접한다.

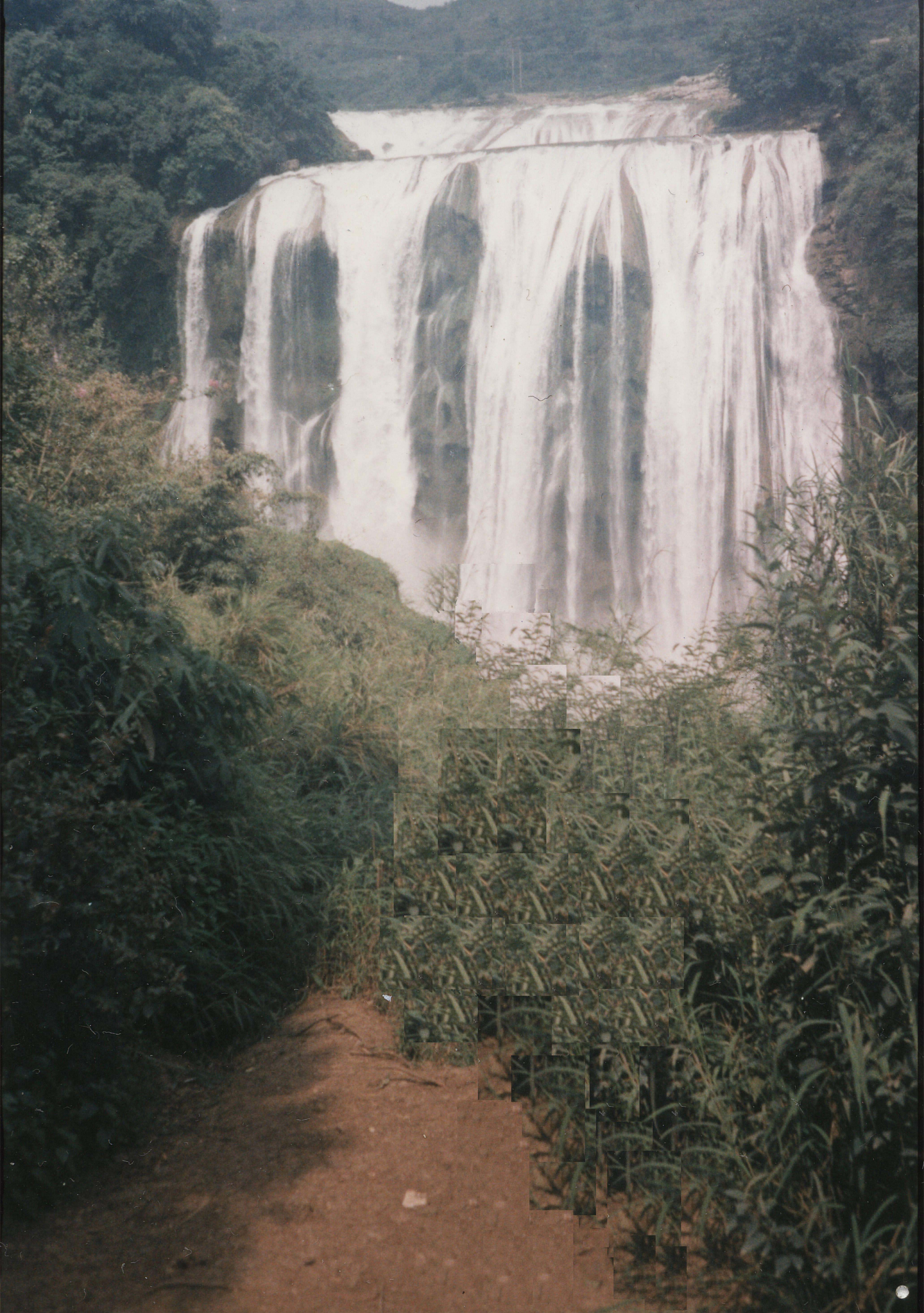
황궈수 폭포

구이저우성은 운귀고원이라고 불리는 윈난성으로부터 후베이성으로 향해 낮아지는 지형이며, 평균 해발 1,000m 정도의 고원이다. 북쪽은 시촨 분지에 고도가 낮아져서 오강으로 흘러와 중칭에서 장강으로 흘러들어가고 있다.남쪽은 윈난성에서 흘러오는 홍수강의 상류의 구이양, 안순, 구이저우성의 중앙은 두 개 하천의 분수령이 되어 있다. 안순시의 황궈수 폭포는 홍수강의 지류 있는 아시아 최대의 폭포이다.
구이저우성의 80% 이상이 석회암으로 덮여 있어 중국에서도 이름난 카르스트 지대이다. 남부를 중심으로 봉림, 봉암지형으로 불리는 요철형 카르스트가 두드러져 있다. 2007년에 중국남방 카르스트의 하나로 세계유산에 등록되었다. 평지는 커다란 카르스트 분지로 평지가 드물다.
오강에서 시작하는 주요 하천은 고원면을 깊게 파서 협곡을 만들고 있다. 남부의 많은 하천이 지하에 흘러들어, 수십 킬로미터에 이르는 지하 하천이 형성된 곳이 많이 있다. 그래서 대규모의 석회동굴이 발달하여 수양현에 있는 쌍하동은 총 길이가 100km를 넘어 아시아에서 두 번째로 긴 길이를 자랑하고 있다. 이 밖에도 직금현의 직금동, 안순시의 용궁 등의 석회동이 개발되어 관광자원으로 활용되고 있다.

### 기후
구이저우성 전체가 아열대 고원이기 때문에, 극단적인 더위나 추위는 없다. 연 평균 기온은 14도에서 25도 전후이다. 연간 강수량은 1,000mm에서 1,400mm로, 주로 여름에 비가 많이 내린다. 광시 방면에서 습한 공기가 고원을 따듯하게 해 맑은 날은 적고, 비가 내리지 않아도 하늘이 흐린 날이 많다. 그래서 3일 맑은 날이 없다는 말이 전해오고 있다.

## 주민
구이저우 성은 중국에서 소수 민족이 많이 살고 있는 성 가운데 하나에 속해 있다. 소수민족이 37%를 차지한다. 야오족, 먀오족, 이족, 치앙족, 둥족, 좡족, 부이족, 바이족, 투자족, 거라오족, 수이족이다.

## 경제
현재는 궁핍한 성이지만, 성 내에는 수력발전 자원이나 석탄, 보크사이트 등의 광물자원이 풍부하게 존재해, 중국 남부의 중요한 에너지 기지가 될 가능성이 높다. 2008년의 구이저우성의 국내총생산은 전년대비 3333억 4천만 위안(480억 달러)였고 1인당 총생산은 8824위안(1292달러)으로 중국에서 가장 낮은 편에 속한다. 2000년부터 시작된 서부대개발에 의해 도로나 공항 등이 건설되고 있으며, 광둥성에 전력을 공급하는 송전선의 건설공사 등이 가속되고 있다. 임업이 주요 산업이고 다른 중요한 산업으로 에너지(전력 발전)과 광업이다. 구이저우의 2008년 석탄 생산량은 1억 1800만 달러로 예년에 비해 7% 증가하였다.

## 특산물
- 마오타이주
- 도균 모첨차
- 쓰촨 요리
- 담배

## 행정구역
6개의 지급시와 3개의 자치주가 설치되어 있다. 그 아래 15개의 시할구와 8개의 현급시, 53개의 현, 11개의 자치현이 있으며, 1개의 특구가 있다. 특구는 전체 중국에서 1개밖에 없으며, 구이저우 성에 있다.
| 구이저우 성의 행정 구역 | 구이저우 성의 행정 구역                              | 구이저우 성의 행정 구역 | 구이저우 성의 행정 구역             | 구이저우 성의 행정 구역 | 구이저우 성의 행정 구역 | 구이저우 성의 행정 구역 | 구이저우 성의 행정 구역 | 구이저우 성의 행정 구역 | 구이저우 성의 행정 구역 | 구이저우 성의 행정 구역 | 구이저우 성의 행정 구역 |
| ----------------------- | ---------------------------------------------------- | ----------------------- | ----------------------------------- | ----------------------- | ----------------------- | ----------------------- | ----------------------- | ----------------------- | ----------------------- | ----------------------- | ----------------------- |
|                         |                                                      |                         |                                     |                         |                         |                         |                         |                         |                         |                         |                         |
| №                       | 이름                                                 | 한자                    | 병음                                | 면적 (Km2)              | 인구 (2010년)           | 시청소재지              |                         |                         |                         |                         |                         |
| 지급시                  |                                                      |                         |                                     |                         |                         |                         |                         |                         |                         |                         |                         |
| 1                       | 구이양 시 (귀양시)                                   | 贵阳市                  | Guìyáng Shì                         | 9,253.06                | 4,324,561               | 관산후 구               |                         |                         |                         |                         |                         |
| 2                       | 안순 시 (안순시)                                     | 安顺市                  | Ānshùn Shì                          | 9,253.06                | 2,297,339               | 시슈 구                 |                         |                         |                         |                         |                         |
| 3                       | 쭌이 시 (준의시)                                     | 遵义市                  | Zūnyì Shì                           | 30,780.73               | 6,127,009               | 후이촨 구               |                         |                         |                         |                         |                         |
| 4                       | 류판수이 시 (육반수시)                               | 六盘水市                | Liùpánshuǐ Shì                      | 9,965.37                | 2,851,180               | 중산 구                 |                         |                         |                         |                         |                         |
| 5                       | 비제 시 (필절시)                                     | 毕节市                  | Bìjié Shì                           | 26,844.45               | 6,536,370               | 치싱관 구               |                         |                         |                         |                         |                         |
| 6                       | 퉁런 시 (동인시)                                     | 铜仁市                  | Tóngrén Shì                         | 18,006.41               | 3,092,365               | 비장 구                 |                         |                         |                         |                         |                         |
| 자치주                  |                                                      |                         |                                     |                         |                         |                         |                         |                         |                         |                         |                         |
| 7                       | 첸시난 부이족 먀오족 자치주 (검서남포의족묘족자치주) | 黔西南布依族苗族自治州  | Qiánxīnán Bùyīzú Miáozú Zìzhìzhōu   | 16,785.93               | 2,805,857               | 싱이 시                 |                         |                         |                         |                         |                         |
| 8                       | 첸난 부이족 먀오족 자치주 (검남부이족묘족자치주)     | 黔南布依族苗族自治州    | Qiánnán Bùyīzú Miáozú Zìzhìzhōu     | 26,191.78               | 3,231,161               | 두윈 시                 |                         |                         |                         |                         |                         |
| 9                       | 첸둥난 먀오족 둥족 자치주 (검동남묘족동족자치주)     | 黔东南苗族侗族自治州    | Qiándōngnán Miáozú Dòngzú Zìzhìzhōu | 30,278.06               | 3,480,626               | 카이리 시               |                         |                         |                         |                         |                         |